# Brasília
Brasília je hlavní město Brazílie. Leží hluboko ve vnitrozemí, asi 1000 km severozápadně od Ria de Janeiro. Ve městě a jeho okolní aglomeraci (tzn. ve Federálním distriktu) žilo v roce 2016 více než 3 miliony osob, což z Brasílie dělá po São Paulu, Riu de Janeiro a Salvadoru čtvrté největší brazilské město.

## Přírodní podmínky
Brasília leží na náhorní plošině v Centrální brazilské vysočině v oblasti, kde pramení řeka Tocantins. Nachází se v průměrné nadmořské výšce 1172 m, nejnižší bod leží 1067 m nad mořem a nejvyšší ve výšce 1230 m n. m. Průměrná teplota je po celý rok velmi vyrovnaná, v lednu se pohybuje okolo 23 °C a v červenci 22 °C. V lednu spadne průměrně 310 mm srážek, v červenci nespadnou žádné.

## Historie města
Brasília je relativně mladé město, vzniklo jako nová brazilská metropole. Až do jejího vybudování bylo hlavním městem Brazílie Rio de Janeiro (již od roku 1763). Brzy poté, co země získala nezávislost, zrodila se (v roce 1822) myšlenka na vybudování nového hlavního města. Společně s tímto návrhem bylo navrženo jméno pro toto město – mělo se jmenovat právě Brasília. V ústavě byla tato idea zapsaná od roku 1891. K realizaci projektu však došlo až v roce 1954, když začaly přípravné práce.
Město bylo založeno a vybudováno v letech 1956–1961 brazilským prezidentem českého původu Juscelinem Kubitschekem. Aby nová metropole nebyla izolovaná, bylo nutno též vystavět letiště a silniční infrastrukturu, které nové město spojily se São Paulem, Rio de Janeirem a dalšími důležitými sídly v zemi. Rozložení města odráží jeho moderní charakter; jednotlivé čtvrti jsou oddělené, silnice byly vyprojektovány jako široké a dlouhé mnohaproudové komunikace s mimoúrovňovými křižovatkami. Architektura významných budov, hlavně státních úřadů, které se nacházejí v centru města, patří k nejtypičtějším ukázkám architektury 50. a 60. let 20. století.
K slavnostnímu otevření nového hlavního města došlo v roce 1960. Součástí slavnostního obřadu byl i náboženský ceremoniál a na Centrálním náměstí byl vztyčen železný kříž z Portugalska. Od roku 1987 je Brasília zařazená na seznamu UNESCO. Od roku 2001 má Brasília také i svůj vlastní systém metra.

## Ekonomika
Hlavním ekonomickým odvětvím ve městě je stavebnictví, služby, komunikace, finančnictví, potravinářský, dřevařský a zábavní průmysl. Město má spíše vládní než průmyslový charakter. Je sídlem několika národních společností jako Brasil Telecom, Correios, banky Caixa Econômica Federal  a největší Banco do Brasil.

## Doprava
Ve městě se nachází mezinárodní letiště Brasília, které je pro svou polohu hlavním leteckým dopravním uzlem v zemi. Podle počtu přepravených pasažérů a pohybu letadel je třetí nejrušnější v zemi. V roce 2001 bylo spuštěno metro.

## Kultura
Patronem města je Jan Bosco. V roce 2008 získalo město titul americké hlavní město kultury.

## Zajímavá místa
Ačkoliv Brasília není staré město, nachází se zde řada zajímavých míst. Na náměstí Tří mocností stojí budova národního kongresu, nejvyššího soudu, dále pak památník připomínající založení města a palác Planalto, kde sídlí prezidentské kanceláře. Budovy ministerstev byly postaveny v jedné řadě za sebou, všechny stejné, aby se jedno nevyvyšovalo nad druhé, a prosklené, aby bylo možno kontrolovat, zda zaměstnanci pracují. Jedinou od nich odlišnou a výraznou budovou na jezeře a se zahradou na střeše je ministerstvo zahraničí. Architektonicky výraznou budovou je také moderní Katedrála Zjevení Panny Marie, která svojí konstrukcí připomíná kostru obrovského obratlovce a byla postavena na přání manželky prezidenta J. Kubitscheka jako dík za uzdravení jejich dcery. Mezi zajímavé mosty patří obloukový most Ponte Juscelino Kubitschek.

## Partnerská města
- Abuja, Nigérie
- Amsterdam, Nizozemsko
- Berlín, Německo
- Bogotá, Kolumbie
- Boston, Massachusetts, USA
- Buenos Aires, Argentina
- Canberra, Austrálie
- Peking, Čína
- Dauhá, Katar
- Guadalajara, Mexiko
- Lima, Peru
- Lisabon, Portugalsko
- Luxor, Egypt
- Montevideo, Uruguay
- Řím, Itálie
- Santiago de Chile, Chile
- Si-an, Čína
- Sydney, Austrálie
- Washington, D.C., USA

## Fotogalerie

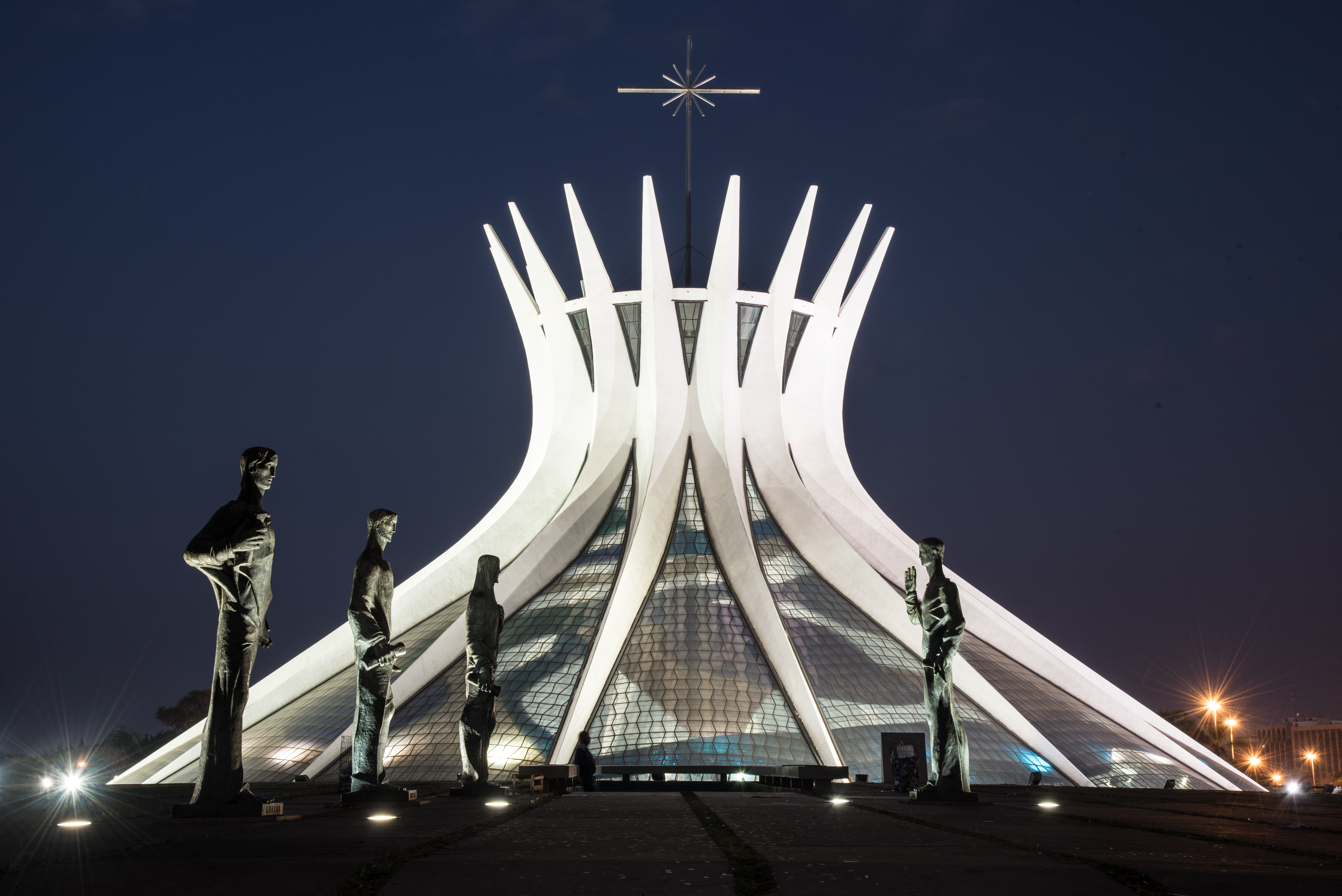
katedrála Zjevení Panny Marie v Brasílii
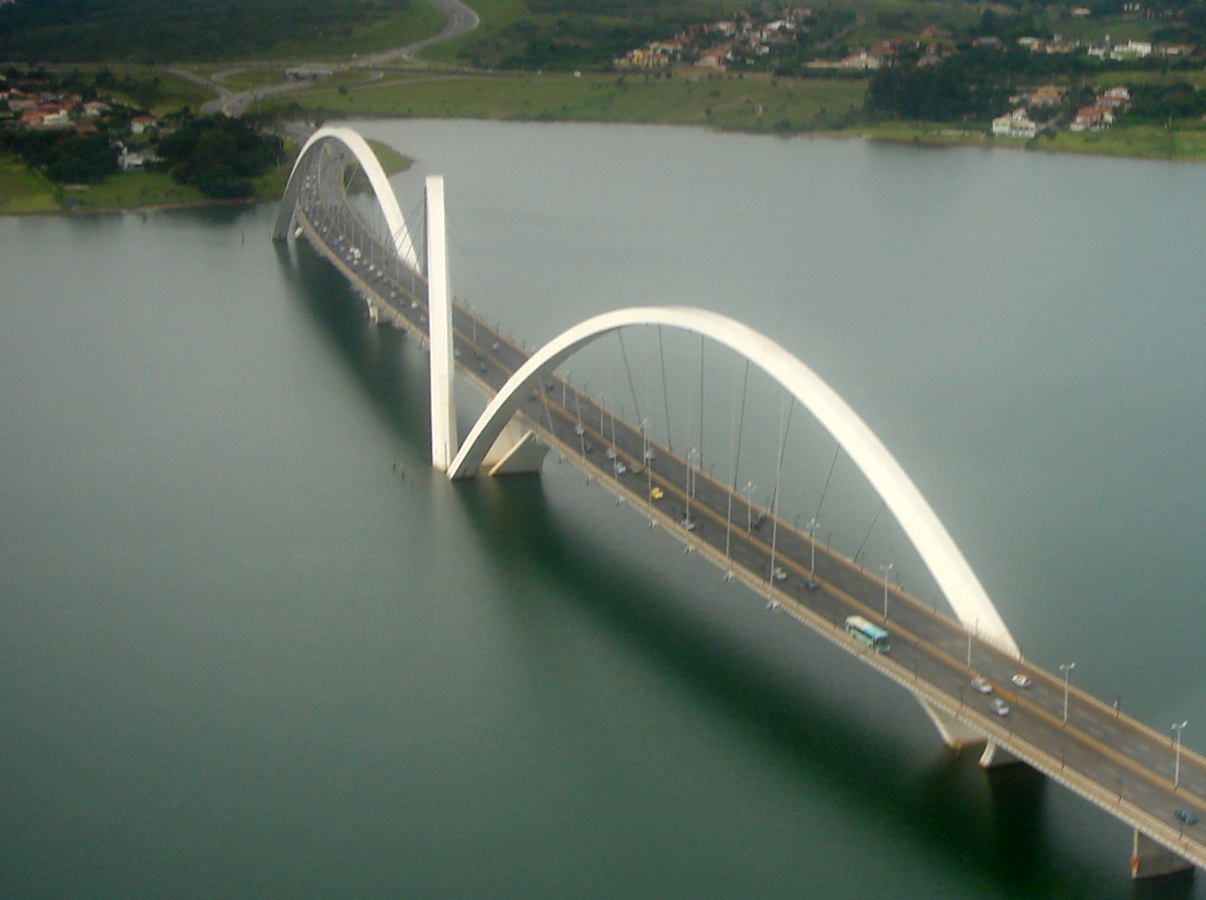
most Ponte Juscelino Kubitschek
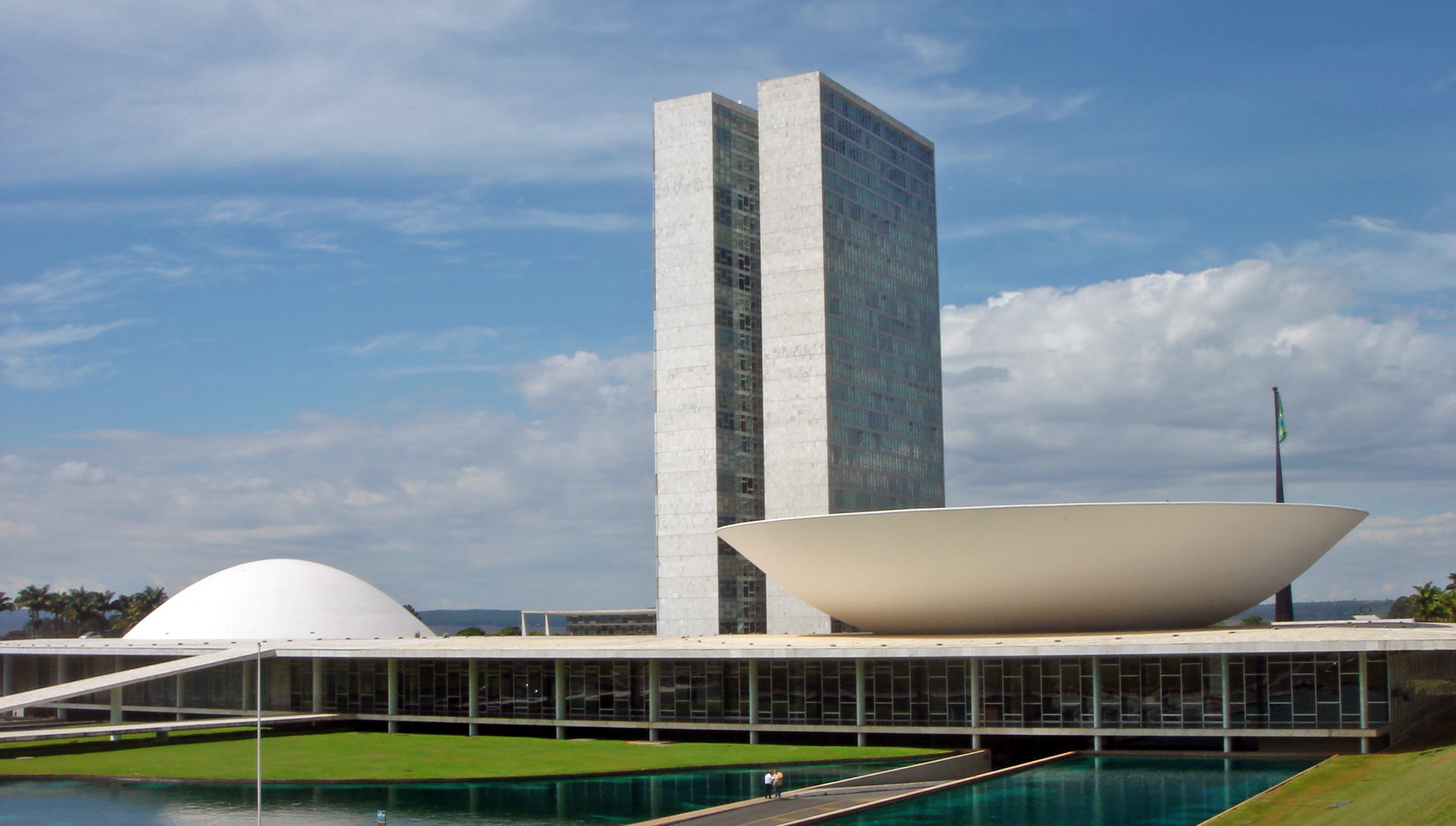
budova brazilského parlamentu
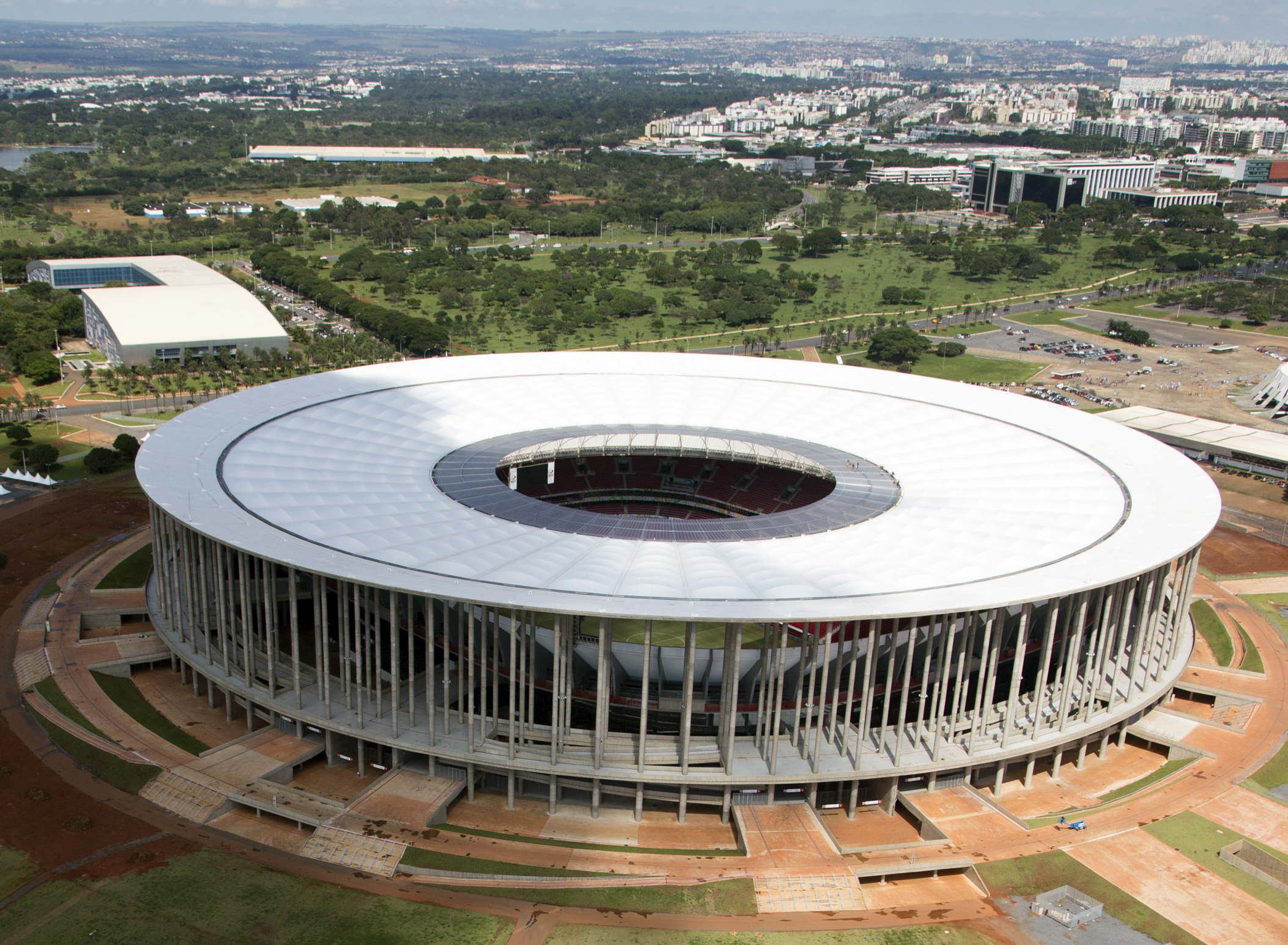
Estádio Nacional Mané Garrincha